# Scheer
Scheer ist eine Stadt an der Donau im Landkreis Sigmaringen in Baden-Württemberg. Bekannt ist die Stadt vor allem für das Schloss Scheer.

## Geographie

### Geographische Lage

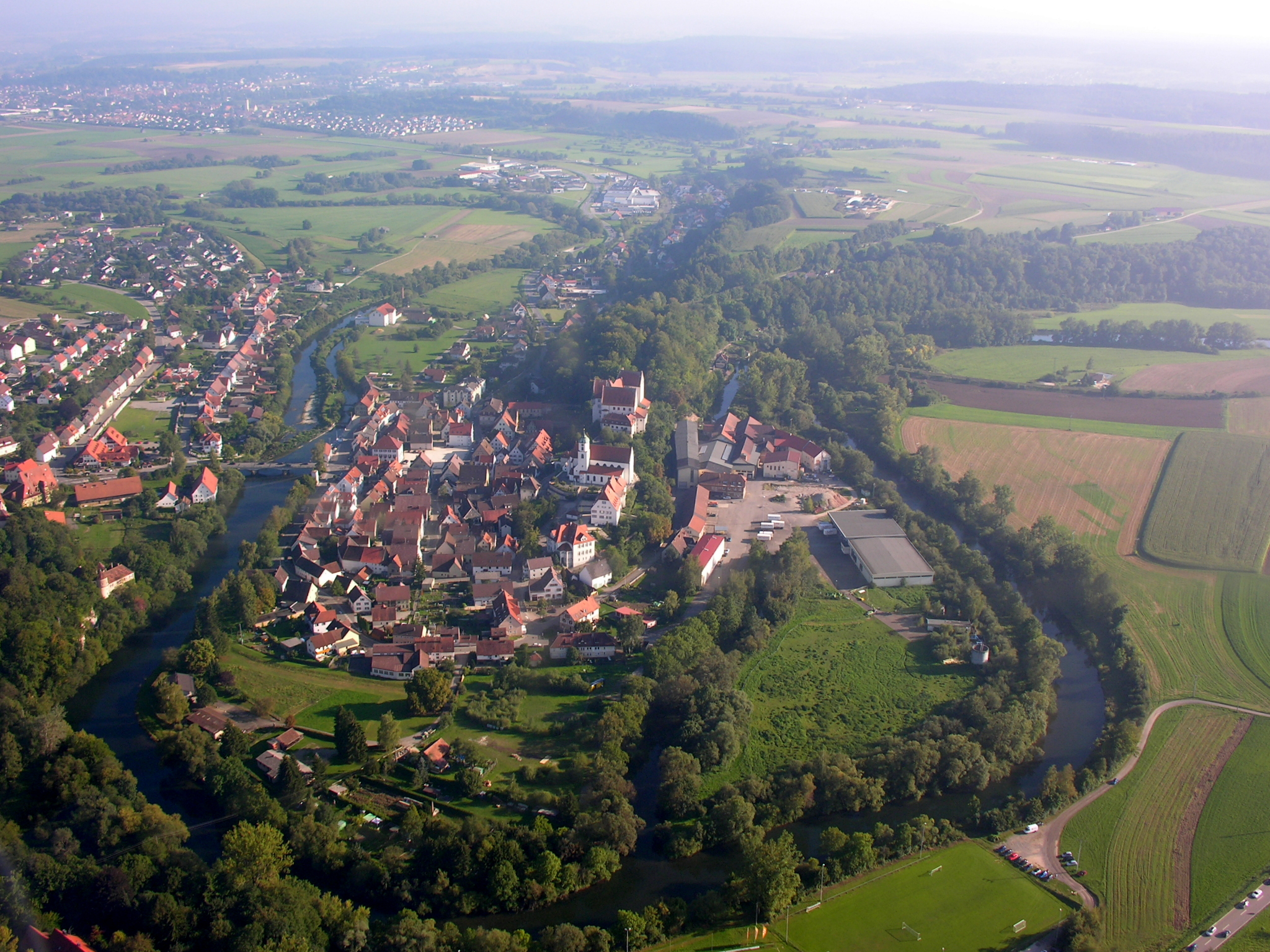

Die Stadt liegt im Naturpark Obere Donau. Das Stadtgebiet erstreckt sich von den Ausläufern der Schwäbischen Alb bis ins beginnende schwäbische Oberland.
Hier hat sich die Donau, der im Altpliozän entstandene Fluss vor rund 10.000 Jahren entlang dem Weißjura einen neuen Weg durch die Riedniederung gesucht. Sie war zuvor vom Rheingletscher verschüttet und durch nacheiszeitliche Schmelzwässer ausgewaschen worden.
Im „Felsele“, einem Tal zwischen Scheer und Heudorf, verlief vor der Eiszeit einmal die Donau.
Auf dem letzten nordseitigen Kalksporn, den die Donau mit einer lang gestreckten Nord-Schleife umgeht, erheben sich Scheers Wahrzeichen: die Pfarrkirche St. Nikolaus und das Schloss Scheer. Hier befinden sich die letzten Massenkalkfelsen des Donau-Durchbruchstals nach der Albtafel. Unterhalb des Städtchens taucht der Weißjura ab und das Tal weitet sich in den weichen Schichten der Unteren Süßwassermolasse.
Etwa 40 Prozent der Gemarkungsfläche sind bewaldet.

### Nachbargemeinden
Scheer grenzt (im Uhrzeigersinn) an Mengen, Sigmaringen, Sigmaringendorf und Bingen im Landkreis Sigmaringen sowie an Langenenslingen und Altheim im Landkreis Biberach.

### Stadtgliederung
Zu Scheer gehört neben der namensgebenden Kernstadt der Stadtteil Heudorf.
| Wappen  | Stadtteil          | Einwohner | Fläche (km²) |
| ------- | ------------------ | --------- | ------------ |
| Scheer  | Scheer (Kernstadt) | 2150      | 11,02        |
| Heudorf | Heudorf            | 550       | 7,70         |

### Schutzgebiete
Scheer hat Anteil an drei Landschaftsschutzgebieten, dem Donau- und Schmeiental, dem Mühlbachtal und dem Landschaftsschutzgebiet Ehemalige Burg bei Heudorf.
Das FFH-Gebiet Donau zwischen Riedlingen und Sigmaringen umfasst auch die Donauaue auf dem Scheerer Gemeindegebiet sowie das Mühlbachtal. Im Äußersten Westen hat die Gemeinde zudem Anteil am FFH-Gebiet Gebiete um das Laucherttal.
Scheer gehört außerdem zum Naturpark Obere Donau.

## Geschichte

### Vorgeschichte und Antike
Aus der Zeit von 1800 v. Chr. bis 800 v. Chr. datieren erste Spuren einer Ansiedlung. Bereits ab diesem Zeitpunkt war die Gegend ständig besiedelt. Damals entstanden auch die acht keltischen Grabhügel im „Lupplet“.
Der Name „Scheer“ leitet sich vom keltischen Wort „scera“ ab und bedeutet Felsen, die hier die letzten Ausläufer des Donaudurchbruchs durch die Schwäbische Alb bilden. Damit sind die Kalkfelsen gemeint, auf denen heute das Schloss Scheer, die Pfarrkirche St. Nikolaus und die Burg Bartelstein stehen. Damit gehört Scheer zu den ältesten Orten der Gegend. Hier führte auch eine keltische Urstraße von Sigmaringendorf kommend nach Süden in das Ablachtal und eine weitere Verzweigung nach Blochingen zur Heuneburg. Die Furt dieser Keltenstraße war etwa 300 Meter flussaufwärts der heutigen Donaubrücke. In der Gemeinde Scheer wurde 1882 und 1923 vier hallstattzeitliche Grabhügel entdeckt und Knochenreste, bronzene Fußringe und Fibelreste gefunden.
Von etwa 15 v. Chr. bis 395 n. Chr. siedelten die Römer in der Region. Gleich zwei Römerstraßen führten über Scheerer Gebiet: Vom Kastell Ennetach über die jetzige Landstraße unterhalb des Schlossberges vorbei über die Furt der alten Keltenstraße nach dem heutigen Laiz nach Rottweil, eine weitere von Mengen über die Furt beim Jakobstal, fast schnurgerade an den Scheerer Grabhügeln vorbei über Hitzkofen–Bingen–Feldhausen nach Trochtelfingen. Bei einer Ergrabung an vier Stellen im Jakobstal 1923 wurde die römische Bepflasterung festgestellt.
Beim Bahnbau in Scheer wurden Gräber mit Bronzeschmuck und Waffen gefunden, wobei es sich vermutlich um Reihengräber aus der Merowingerzeit handelte.

### Mittelalter

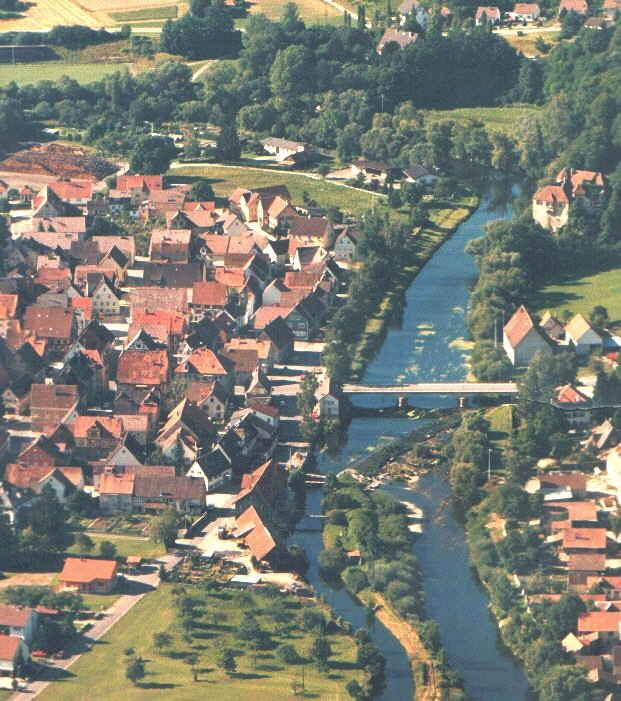
Scheerer Altstadt mit Donaubrücke und Wehranlage

Von 536 bis 843 lag die Gemarkung von Scheer im Fränkischen Reich in der alamannischen Westbaar. Zu dieser Westbaar gehörten der Scherragau, der Eritgau und der Linzgau. Scheer war vermutlich der Hauptort des Scherragaus. Es folgte nach 843 die Zeit des Ostfränkischen Reiches und des Stammesherzogtums Schwaben, welches zu Beginn des 10. Jahrhunderts entstand. In Scheer war ein „Graf von Ruck“ beschrieben (Ruckburgen sind aus dem Gebiet von Lindau und Blaubeuren bekannt). Im 11. und 12. Jahrhundert entstanden in zunehmendem Maße Höhenburgen. In diesem Zeitraum dürften auch die beiden Burgen in Scheer (Schloss Scheer und Burg Bartelstein) entstanden sein, wie auch die Burg Sigmaringen. Im Jahre 1170 hielt Kaiser Friedrich Barbarossa Hoftag in Mengen. Im Gefolge des Kaisers befand sich neben Bischof Rudolf auch unter anderen Pfalzgraf Hugo von Tübingen, der 1181 zum Herren von Scheer, Sigmaringen und Gammertingen wurde.
1182 verstarb Pfalzgraf Hugo von Tübingen. Seine Söhne, die Pfalzgrafen Hugo und Rudolf, übernahmen zunächst gemeinsam die Herrschaft. Nach dem Aussterben der Montfortschen Stammverwandten erbten sie auch deren ursprüngliche Stammlande Feldkirch, Werdenberg, Sargans und die anderen Besitzungen in Rätien. Bei der Teilung erhielt Rudolf den väterlichen Erbteil und wurde Gründer der Tübinger Linie. Das Bregenzer und Montforter Erbe trat Hugo an. Das Gebiet um Scheer, Sigmaringen und Gammertingen blieb gemeinsamer Besitz. Hugo nannte sich fortan Graf Hugo I. von Montfort. Er wurde 1218 von einem Ministerialen, der sich Ortolf von Bartelstein nannte, zum Hoftag nach Ulm begleitet. Damit wurde erstmals ein Adliger genannt, der sich nach der in Scheer gelegenen Burg schrieb. Graf Hugo wird auch als Erbauer der Stadtpfarrkirche angesehen.
1228 starb Graf Hugo I. von Montfort. Seine Söhne teilten die Herrschaft in eine Werdenberger und eine Neumontforter Linie. Begründer der Werdenberger Linie wurde Graf Hugo II. Sein Bruder Graf Rudolf I. von Montfort, der Stifter der Neumontforter Linie, wurde damit Herrscher im Gebiet von Scheer und nannte sich fortan „Herr zu Feldkirch, Bregenz, Tettnang, Sigmaringen und Scheer“.
In den Jahren 1241 bis 1258 wurden mehrere Städte im Umkreis von Scheer gegründet: Sigmaringen, Saulgau, Meßkirch, Riedlingen, Mengen und Ehingen. Es wird vermutet, dass auch Scheer in dieser Zeit die Freiburger Stadtrechte erhielt. Spätestens Ende des 13. Jahrhunderts – die Burg auf dem Felssporn stand bereits – wurde Scheer von den Habsburgern zur Stadt erhoben.

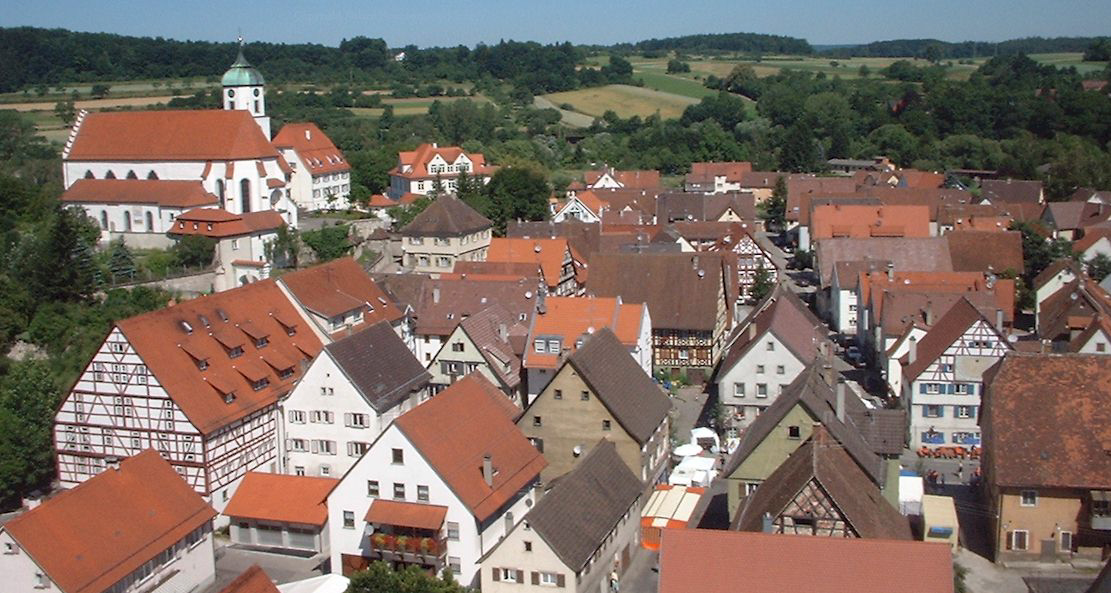
Pfarrkirche St. Nikolaus und die Scheerer Altstadt

1260 wurde nach dem Tod des Grafen Rudolf I. von Montfort dessen Herrschaftsbereich neu aufgeteilt. Graf Rudolf II. erhielt die Herrschaft Feldkirch, Graf Ulrich I. die Herrschaft Bregenz und Graf Hugo III. die Herrschaft Tettnang. Nachdem Graf Hugo von Montfort 1267 den Allodialbesitz der Pfalzgrafen Hugo III. und Rudolf III. des „Scheerers“ übernommen hatte, nannte er sich ab 1267 „Comes de Schera“, und ab 1287 Graf Hugo von Montfort, Herr zu Scheere. Er gilt als erster sicher nachweisbarer Graf, der auf der alten Burg Scheer, dem späteren Schloss, saß.
18 Jahre später, 1278, bildete sich nach der Neuordnung des Herzogtums Schwaben durch König Rudolf von Habsburg eine Dynastenopposition, die kriegerisch gegen den König vorging. Jedoch schon 1281 stellte der König die Ordnung wieder her, so dass im Herbst der „oberschwäbische Landfriede“ verkündet werden konnte. Danach nutzte der König die wachsende Verschuldung des Adels zum Ankauf niedergehender Adelsgeschlechter und deren Herrschaftsbereiche und Güter. So kaufte der König 1282 „Tiengowe und Ergowe“ (Diengau und Eritgau) und die Dörfer Hohentengen und Blochingen, sowie die Burg Friedberg z. B. für 1280 Mark. Nach der Burg „Vriedeberch“ trug das Gebiet fortan die Bezeichnung Friedberg.
1285 brach der Dynastenaufstand erneut aus. Es waren neben dem Grafen Eberhardt von Württemberg weitere 15 Grafen beteiligt, darunter auch Graf Ulrich von Bregenz-Sigmaringen. Ob auch sein Bruder, der Scheerer Graf Hugo in die Fehde verwickelt war, in deren Verlauf die Montforter Besitzungen verwüstet wurden, ist unbekannt. Im darauffolgenden Jahr führte der König persönlich den Kampf an und im November 1286 wurde versucht, den Krieg mit einem Frieden zu beenden.
Im Juli 1287 erschien der König wieder in Schwaben und unterwarf neben dem Grafen von Württemberg unter anderem die Grafen von Tübingen, von Montfort und Helfenstein. Nach dem Waffenstillstand vom 6. September beurkundete König Rudolf von Habsburg am 23. Oktober 1287 in Scheer, dass sein Kanzler, der Erzbischof Heinrich II. von Mainz zwischen ihm und dem Grafen Eberhard von Württemberg eine Sühne zustande brachte. Der Aufenthalt des Königs in Scheer lässt vermuten, dass sich Graf Hugo als Verwandter des Königs nicht an den Kämpfen beteiligt hatte. Am 2. November 1287 schenkte Graf Hugo ein Gut zu Reppersweiler an das Kloster Habsthal. Dies war seine letzte Amtshandlung. Danach verkaufte er noch im Jahre 1287 seine Herrschaft Scheer an die Habsburger. Aus den Aufzeichnungen über den habsburgischen Besitz ist ersichtlich, dass der König mit der Burg und Stadt Scheer auch Gemmingen, die Burg Schatzberg bei Egelfingen, die Mühle und das Fischwasser in Krauchenwies, den Hof hinter der Martinskirche in Mengen, Güter in Hitzkofen und Bingen und den Burgstall in Bittelschieß kaufte. Graf Hugo zog sich nun nach Tettnang zurück.
1289 bestätigte König Rudolf von Habsburg den Bürgern von Scheer ihre Freiburger Stadtrechte. Am 15. Juli 1291 verstarb König Rudolf von Habsburg in Speyer. Ab 1295 unterstand das ganze Gebiet einer einheitlichen Verwaltung mit einem Vogt als obersten Beamten und vermutlich mit Sitz in Scheer. Die Stadt Scheer weist auch seither die Schneiderschere und einen Stern als Zeichen der königlichen Gerichtsbarkeit aus.
1300 wurden in einem „Redditus de Schere“ (Güterverzeichnis) die Güter um Scheer, zu denen auch Ennetach gehörte, verzeichnet und 1303 in das Habsburger Urbar übernommen. 1311 nannte sich der Vogt der Habsburger, Schiltung, der seinen Hauptsitz in Scheer hatte, „Voget Schiltunch zu der Schaere und anderswo“. 1312 beurkundete der Vogt zwar weiter in Scheer, nannte sich fortan aber Vogt Schiltung von Sigmaringen.
Nach der Königswahl 1314 brach ein Reichskrieg aus. Graf Wilhelm stellte sich auf die Seite der Habsburger. Herzog Leopold von Österreich, der sich 1314 in Mengen aufhielt, verpfändete ihm für 400 Mark Silber die Herrschaft Scheer. 1342 gab es ein schweres Erdbeben im ganzen Donautal, das sich in Schüben von 14 Tagen mehrmals wiederholte. In diesem Jahre verbreitete sich auch die Pest. Am Berg nach Heudorf wurde ein Siechenhaus (Siechensteigle) errichtet. 1343 kamen der königstreue Graf und die Stadt Scheer in eine bedrohliche Situation, als Eberhard der Greiner den von den Österreichern unterstützten Grafen Konrad von Berg unterhalb des Hipfelsberges vernichtend schlug und, nachdem sich dieser nach Mengen zurückgezogen hatte, die Stadt stürmte und schleifte.

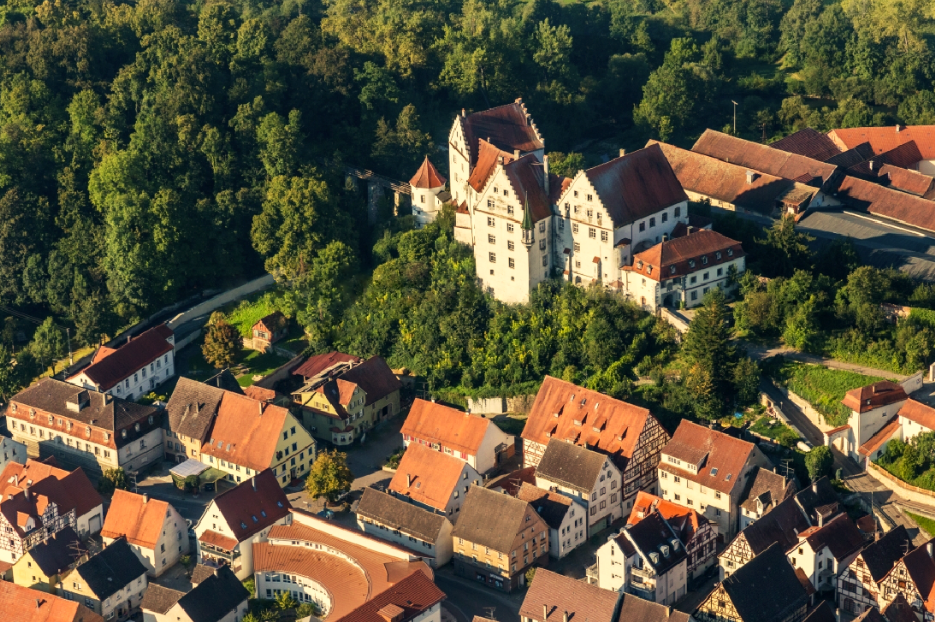
Das Schloss Scheer und Teile der Altstadt

1350 starb Graf Wilhelm. Seine vier Söhne hatten zunächst das Erbe gemeinsam inne. Nach dem Tod von Hugo und Ulrich kam es 1354 zur Teilung. Graf Heinrich von Montfort bekam die Burg und Herrschaft Rothenfels, Burg, Stadt und Herrschaft Tettnang, die Burgen Argen, Liebenau und Niedersummerau, die Vogtei des Klosters Langnau, die Burg und Stadt Scheer, den Diengau, die Kirchensätze zu Friedberg, Hohentengen und Herbertingen, die Hälfte der Steuer zu Mengen, die Burg Landau und Ertingen.
1405 übergab Graf Heinrich von Montfort die Stadt und die Burg Scheer an seine Söhne Graf Rudolf und Graf Wilhelm von Montfort. Im Jahr 1408 rückte Graf Rudolf gegen die Appenzeller vor, die mit der Bregenzer Linie des Hauses Montfort in Fehde lagen und damit drohten, über ganz Schwaben herzufallen. Durch das Eingreifen von Graf Rudolf zogen sich die Appenzeller zurück. Am 15. Juni 1408 starb der Vater, Heinrich von Montfort. Die beiden Söhne ließen sich zunächst von König Ruprecht ihre Reichspfandschaften bestätigen und teilten das Erbe. Graf Rudolf von Montfort erhielt die Pfandschaft Scheer und Diengau. Sein Bruder erhielt die anderen Gebiete.
Schon zwei Jahre später war Graf Rudolf wegen seiner hohen Schulden genötigt, die Grafschaft Friedberg, Burg und Stadt Scheer und den Diengau (Göge) an den Ritter Wolf von Zillenhard bis zum Jahre 1414 zu verpfänden. Die Herrschaft von Burg und Stadt Scheer war noch an Heinrich von Reischach verpfändet. 1412 wurde Graf Rudolf von Kaiser Sigismund zum Landvogt von Oberschwaben ernannt. Jedoch wurde ihm 1414 von den Österreichern diese Landvogtei bereits wieder entzogen, nachdem er die Burg und Stadt Scheer erneut verpfändet hatte und zwar an Ritter Heinrich von Reischach, der schon die Herrschaft innehatte. 1415 wurde der Truchsess Johann von Waldburg zum Landvogt von Oberschwaben ernannt.
1425 starb Graf Rudolf von Montfort. Da er vermutlich ledig und ohne Nachkommen war, fiel der Besitz an seinen Bruder, Graf Wilhelm von Montfort. 1433 vermählte sich Kunigunde, die Tochter des Grafen Wilhelm von Montfort, mit Truchsess Eberhard von Waldburg, der schon seit 1429 im Besitz von Munderkingen, Schongau, Nußplingen, der Feste Kallenberg, Bussen und Wolfegg war. Dieser erhielt von seinem Schwiegervater statt einer Mitgift das Recht, die Grafschaft Scheer mit allem Zubehör von den Rittern von Reischach einzulösen. Wann genau er das Pfand von den Reischachs löste, ist nicht bekannt.
1446 wurde Herzog Albrecht VI. aus dem Hause Habsburg Regent der Vorlande und erhielt auch den Landesteil Schwaben zugesprochen. Er kündigte dem Truchsessen Eberhard von Waldburg dessen Pfandschaften, vor allem die Grafschaft Friedberg-Scheer, obwohl Truchsess Eberhard im Krieg gegen die Schweizer auf der Seite Österreichs gestanden hatte. Herzog Albrecht beauftragte Berthold von Stein, den Ortsherren von Uttenweiler, dass dieser die Pfandsumme an Truchsess Eberhard entrichten und dafür die Pfandschaft innehaben solle. Truchsess Eberhard verweigerte aber die Herausgabe der Pfandschaft, da ihm diese auf Lebenszeit verliehen worden war. Im April 1447 ließ man den unparteiischen Markgrafen von Baden in Riedlingen über den Streit entscheiden. Dieser entschied gegen den Truchsess.
Von 1447 bis 1452 waren die Ritter von Stein die Herren der Burg und der Stadt Scheer. 1450 übernahm Herzog Sigmund die Regierung in den österreichischen Vorlanden. Truchsess Eberhard sicherte ihm die Pfandschaften der fünf Donaustädte und der Feste Bussen.
1452 verpfändete der Herzog dem Truchsess Eberhard von Waldburg seine Grafschaft und Herrlichkeit zu Friedberg, samt dem Schloss und der Stadt Scheer, die Burg, Burgstall, Stadtgrund, Gerichten, Zwingen, Bännen, Fischrechten, Steuern, dazu die Vogtei auf den Dörfern Tissen (Groß- und Kleintissen). Dieser Pfandvertrag wurde wenige Tage später in einen Kaufvertrag umgewandelt. Im selben Jahr erhielt der Truchsess auch die Stadt Mengen als Pfand. Der Besitz in Scheer wurde 1452 in einem Urbar verzeichnet. Scheer war nun Residenzstadt und Verwaltungssitz der eberhardschen Linie der Truchsessen von Waldburg. 1454 versicherte Herzog Sigmund den Truchsessen Eberhard, Jakob und Georg von Waldburg, dass weder er noch seine Erben die fünf Donaustädte, auch den Bussen, Winterstetten und Ellwangen von ihnen lösen werden. Erst wenn alle drei ohne männliche Erben sterben sollten, würden diese Städte und Herrschaften an das Haus Österreich zurückfallen.
1460 trat Truchsess Eberhard in den Dienst des Herzogs Sigmund und nahm als Mitglied der Rittergesellschaft „St. Georgenschild“ am Krieg gegen die Eidgenossen teil. 1463 wurde die Sonnenbergsche Linie des Hauses Waldburg, also die des Truchsessen Eberhards, vom Kaiser in den Reichsgrafenstand erhoben.
1479 starb Eberhard I. Graf zu Sonnenberg und Truchsess zu Waldburg. Er wurde in Scheer begraben. 1480 wurde das Erbe unter drei Söhnen aufgeteilt, nachdem Graf Otto von Sonnenberg (Bischof von Konstanz) auf das Erbe verzichtet hatte. Graf Andreas von Sonnenberg erhielt die Grafschaft Friedberg und die Herrschaft Scheer samt der Vogtei Sießen, Bachhaupten, Tavertsweiler, Osterdorf und Gunzenhausen. 1485 ließ er die frühmittelalterliche Burg abreißen und das noch heute gut erhaltene Schloss errichten. 1486 trat er in die Dienste des römisch-deutschen Königs Maximilian I., der in den Niederlanden Krieg gegen Frankreich führte. Bald zählte er zu dessen vornehmsten Räten und vorzüglichen Heerführern.

### Frühe Neuzeit
Im Juli 1505 weilte Graf Andreas als Gefolgsmann des Herzogs Ulrich von Württemberg auf dem Reichstag zu Köln. Danach kehrte er nach Scheer zurück. Inzwischen war dort der Neubau des Schlosses vollendet, so dass am 8. Oktober vom Konstanzer Bischof die Schlosskapelle und die ebenfalls fertiggestellte Stadtpfarrkirche Sankt Nikolaus geweiht werden konnte. Ab 1511 regierte Truchsess Wilhelm der Ältere in Scheer. Unter seiner Herrschaft wurde erstmals ein „Leibaigenleuthbuch“ angelegt, in dem alle Leibeigenen aufgeführt waren und das fortlaufend ergänzt wurde, 1557 übernahm Truchsess Wilhelm der Jüngere die Regentschaft über Scheer.
Wilhelm d. Jüngere starb 1566 nach nur neun Jahren Regentschaft. Daraufhin erhielt die Stadt eine Vormundschaftsregierung, bis 1578 Truchsess Christoph Karl die Herrschaft über Scheer übernahm. 1593 dann übernahm Truchsess Christoph die Geschicke der Stadt. Ihm folgte 1612 Truchsess Wilhelm Heinrich, der 40 Jahre die Gebiete in und um Scheer verwaltete.
1652 herrschten die Grafen Christoph und Hans Ernst von Waldburg, denen 1658 die Truchsessen Christoph Karl und Otto folgten, die wiederum 1663 von den Truchsessen Karl und Maximilian Wunibald abgelöst wurden. 1671 gab es Spannungen zwischen Christoph Karl und dem Rathaus wegen der Leibeigenschaft. Eine kaiserliche Untersuchungskommission versuchte zu vermitteln, doch Christoph Karl lenkte nicht ein. Deshalb übernahm 1672 Truchsess Maximilian die Vormundschaft und die Herrschaft. Die Spannungen hielten jedoch weiterhin an. Die Scheerer Bürger weigerten sich, der neuen Herrschaft zu huldigen. Sie verweigerten die Frondienste und bezahlten die an Martini fälligen Steuern nicht. Daraufhin wurde ihnen die Huldigung vom Reichskammergericht befohlen. Auch 1673 verharrten die Scheerer Bürger auf ihrem Standpunkt, worauf Kaiser Leopold über das Gebiet die Sequestration verhängte. 1687 ließ Kaiser Leopold I. in seiner Eigenschaft als Erzherzog von Österreich das Oberamt Scheer in den Besitz des Reiches nehmen, worauf Scheer den Titel „kaiserlich-erzfürstlich“ erhielt und der Obrigkeit wieder huldigte.
1696 wurde der wieder zurückgekehrte Graf Maximilian Wunibald von den Scheerer Bürgern in seinem Schloss am linken Donauufer (Burg Bartelstein) eingesperrt. Sie zwangen ihn zu einem Vergleich. Dies war möglich, da die obere Herrschaft von 1696 bis 1717 unter Administration stand. Ab 1717 regierte Truchsess Josef Wilhelm das Oberamt Scheer, 1756 folgte Graf Leopold August. Nach dessen Tod 1764 wurde die Grafschaft Scheer durch die Erben übernommen.
1785 kam die Grafschaft Scheer unter die Hoheit der Fürsten von Thurn und Taxis. 1798 wurden in Scheer französische Soldaten einquartiert, es kam zu Plünderungen und Truppendurchmärschen.
Am 28. Januar 1799 wurde bei Hochwasser die Donaubrücke und ein Haus weggerissen. Ein anderes Haus wurde zur Hälfte weggeschwemmt.

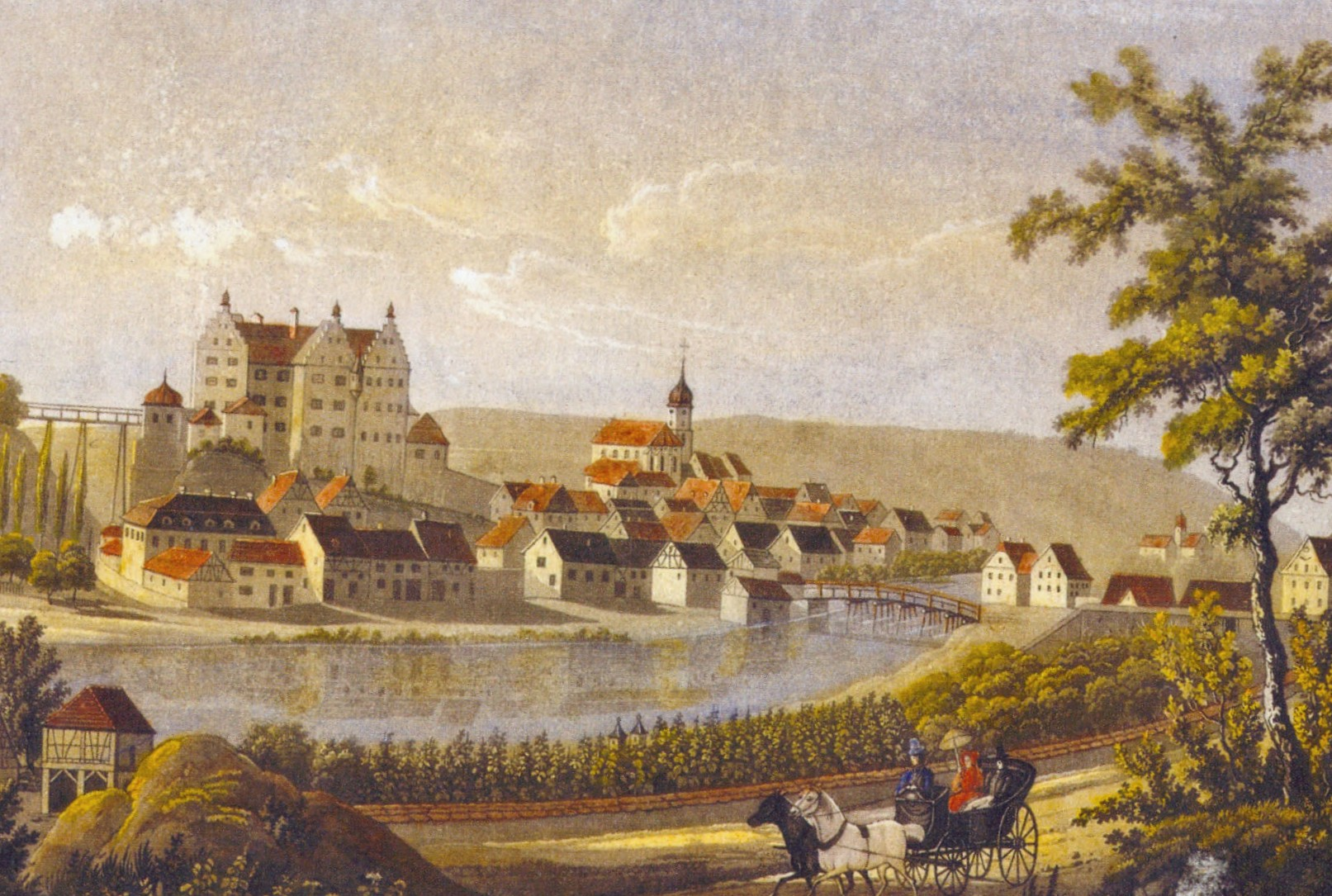
Stadt Scheer mit dem Schloss der Fürsten von Thurn und Taxis; Lithographie, Anfang 19. Jahrhundert

### Württembergische Zeit
1806 kam Scheer auf Grund der Rheinbundakte an das Königreich Württemberg und wurde dem Oberamt Saulgau zugeordnet. Noch im gleichen Jahr wurde ein königlicher Grenzzollwächter angestellt. Die Stadt verlor dadurch ihre Haupteinnahmequelle. Von 1825 bis 1827 wurde die Stadtbefestigung, darunter auch das Donautor und das Mengener Tor, weitgehend abgebrochen. In diesem Zusammenhang wurde vom Stadtrat versucht, ein Häuschen am Menger Tor „warm abzubrechen“, was aber misslang. Es brachte lediglich den Scheerer Bürgern den Spitznamen „Mußbrenner“ ein. Der „Mußbrenner“ ist seitdem eine bekannte Scheer'mer Fasnachtsfigur. Außerdem kostete diese vorsätzliche Brandlegung auch den Stadtschultheißen Hummler die Stellung.
1828 hielt sich der Pfarrer und Dichter Eduard Mörike erstmals in Scheer auf und besuchte seinen Bruder, den Amtmann Karl Mörike.
1838 wurde mit dem Rathausneubau begonnen. Das alte, baufällige Rathaus wurde um 905 Gulden auf Abbruch verkauft. Der Rathausneubau wurde im Jahre 1840 mit insgesamt 10500 Gulden abgerechnet. Im Erdgeschoss befand sich die Wohnung des Ratsdieners und ein Arrestlokal, im 1. Stock die Amtsräume und im 2. Stock die Wohnung des Stadtschultheißen.
1844 beschloss der Rat, keine neuen Bürger mehr in Scheer aufzunehmen und keine Ortsansässigen mehr heiraten zu lassen, da das „übermäßige Heiraten“ die Hauptursache für die sich mehrende Bevölkerung und die damit verbundene Verarmung sei.
Nach der Märzrevolution des Jahres 1848 wurde durch Gesetz die Volksbewaffnung vorgeschrieben. Jeder Pflichtige hatte die Waffen selbst zu beschaffen. Der Rat und der Bürgerausschuss beschlossen jedoch am 23. Juli, dass „sämtliche Armaturstücke“ von der Stadtkasse beglichen werden und auch im Besitz der Stadt verbleiben. 1849 wurde die Einrichtung einer Bürgerwehr beschlossen.
Da sich der Donauverlauf unterhalb der Stadt seit 1820 um mehr als 100 Meter verschoben hatte und dadurch eine große Insel entstanden war, entschloss sich der Rat 1851 zur Begradigung des Flusses, um die Hochwassergefahr einzudämmen. Die Donaukorrektion wurde 1851 abgeschlossen.
1866 wurde das Eisenbahnbauamt in Scheer einquartiert. Damit einhergehend erhielt Scheer eine Telegraphenstation und ein Postamt. Im November 1870 wurde der Abschnitt Mengen–Scheer der Bahnstrecke Ulm–Sigmaringen feierlich eröffnet, womit die Einbindung in das Schienennetz der Württembergischen Staatseisenbahnen erfolgte. Wegen des Deutsch-Französischen Krieges wurde zunächst nicht weitergebaut, so dass Scheer vorerst Endstation der Strecke Ulm – Sigmaringen blieb. 1871 wurde in Richtung Sigmaringen weitergebaut. Am 26. Juli 1873 war dann die Bahnstrecke Scheer – Sigmaringen fertiggestellt.
1880 wurde die hölzerne Donaubrücke abgebrochen und durch eine Steinbrücke ersetzt. 1881 konnte die Brücke nach dem Wiederaufstellen des Brückenheiligen eingeweiht werden.
Im Januar 1899 richtete ein schwerer Sturm an Gebäuden und im Wald große Schäden an. Die starken nachfolgenden Regenfälle ließen die Donau in der Nacht vom 14. auf den 15. Januar stark anschwellen. Das Wasser stieg auf vier Meter über dem gewöhnlichen Stand und überschwemmte die Stadt vollständig.
Ab dem 1. Februar 1903 wurde die Straßenbeleuchtung in Scheer auf elektrischen Strom umgestellt.
1908 trat Stadtschultheiß Deschler nach 42-jähriger Dienstzeit in den Ruhestand. Für seine großen Verdienste wurde er zum Ehrenbürger ernannt. Nachfolger im Stadtschultheißenamt war Karl Josef Rist (* 2. Februar 1883 in Altshausen).
Am 29. November 1910 zerstörte ein Großbrand in der Nordostecke der Stadt Häuser am Graben und den „Hohbühl“. Mit dem „Hohbühl“ und der genannten Häusergruppe, die auf der Stadtmauer aufgebaut war, ging ein charakteristischer Teil von Scheer verloren. Der „Hohbühl“ war ein gotisches Gebäude, das zwischen 1470 und 1480 erbaut worden war.
Am 31. Juli 1914 zog mit Beginn des Ersten Weltkrieges eine militärische Bahnschutzwache im Stationsgebäude Scheer ein. Im Verlauf des Ersten Weltkriegs rückten aus Scheer 264 Männer ein. 44 fielen, sieben kamen in Gefangenschaft.
Am 24. und 25. Dezember 1918 stand die Stadt einen Meter unter Wasser. Der Wasserstand stieg von 0,73 m auf 3,75 m.
Bei der Reichspräsidentenwahl 1932 zählte Scheer 804 Stimmberechtigte. Von den 659 abgegebenen Stimmen, die alle gültig waren, erhielten: Paul von Hindenburg 550, Adolf Hitler 71, Ernst Thälmann 28, Theodor Duesterberg 10.

### NS-Zeit
Am 21. März 1933 fand die erste nationalsozialistische Kundgebung statt, die mit einem „Freudenfeuer“ auf dem Schachen endete. Am 31. März wurde durch das vorläufige Reichsgesetz zur Gleichschaltung der Länder der Gemeinderat aufgelöst. Die vorläufige Vertretung übernahm der Bürgermeister. Am 1. Mai, dem damals so genannten Tag der „nationalen Arbeit“ trat erstmals die SA in Uniform auf. An der Kreuzung nach Heudorf wurde eine Eiche gepflanzt, die „Hitlereiche“. Auf Antrag der Anwohner der Friedhofstraße (Gemminger Straße) wurde diese in Adolf-Hitler-Straße umbenannt.
Am 25. Juni 1935 wurde Süddeutschland von einem schweren Erdbeben heimgesucht. Der Erdstoß dauerte nur 4–5 Sekunden, war aber sehr heftig. Diesem Hauptstoß folgten noch mehrere Nachbeben. Scheer war der am stärksten betroffene Ort. Fast kein Gebäude war ohne Schaden geblieben. Das Schloss war unbewohnbar geworden. Der Schlosshof war mit Trümmern übersät. Die seit 400 Jahren auf den Schlossgiebeln angebrachten Statuen fielen herunter. Die Kirche wies fingerbreite Risse auf. Die Deckengemälde im Chor wurden zerstört. Die Kirchenmauer zur Stadt war gerissen und zum Teil abgerutscht.
1938 wurde Scheer im Zuge einer württembergischen Gebietsreform während der NS-Zeit dem Landkreis Saulgau zugewiesen.
Am 26. August 1939 war Mobilmachung und viele Scheerer wurden einberufen. Am 11. September hatte Scheer den ersten Gefallenen zu beklagen: Hermann Zimmerer, fiel im Alter von 23 Jahren in der Schlacht bei Osik.
1941 wurden die ersten französischen Kriegsgefangenen im Schloss untergebracht. Sie wurden täglich zur Arbeit in die Papierfabrik geführt. 1942 wurden in Scheer die gefangenen Franzosen abkommandiert und durch „Ostarbeiter“ ersetzt, meist ehemalige russische Soldaten, die übergelaufen waren. Sie erfuhren dadurch eine bessere Behandlung als die Kriegsgefangenen.
Das Jahr 1945 begann mit großer Kälte im Januar. Auf der Mengener Straße wurde ein Soldat wegen Befehlsverweigerung erschossen. Am 21. April wurde die Brücke von der SS gesprengt. Am 28. April folgte die Eisenbahnbrücke. Gegen 14 Uhr fuhren aus Richtung Mengen französische Panzer nach Scheer und besetzten kampflos die Stadt. Ein Mädchen war ihnen mit weißer Fahne entgegengelaufen. Die Stadt wurde drei Tage den eingerückten Truppen „freigegeben“. Der französische Kommandant duldete, dass die Soldaten – Elsässer und größtenteils Marokkaner – Geschäfte und Privathäuser plünderten sowie zahlreiche Vergewaltigungen begingen.
Die Stadt Scheer beklagte als Folge des Zweiten Weltkrieges insgesamt 55 gefallene und 31 vermisste Soldaten, 237 kehrten wieder aus dem Krieg zurück.

### Nachkriegszeit
Nach Ende des Kriegs gehörte Scheer zur Französischen Besatzungszone.
1946 trat der Bürgermeister Karl Josef Rist nach 38 Jahren in den Ruhestand. Bis zum 15. September nahm dessen Stellvertreter Anton Eisele die Funktion war, bis von der französischen Besatzungsmacht der Polizeiwachtmeister i. R. Hans Heiß als ehrenamtlicher Bürgermeister eingesetzt wurde. Der letzte Nachtwächter von Scheer, Xaver Will, der dieses Amt seit 1913 ausübte, ging in den Ruhestand. Danach wurde die Stelle nicht mehr besetzt. Am 23. Juli 1946 begann der Neubau der Donaubrücke. Am 13. Oktober 1946 fand die erste Wahl (Kreistagswahl) nach dem Krieg statt. 427 von 767 Wahlberechtigten beteiligten sich daran. Es erhielten die CDU 7003 Stimmen, die SPD 748, KPD 179 und die DVP 61.
Am 18. Mai 1947 wurde das Land Württemberg-Hohenzollern offiziell gegründet, zu dem mit dem Landkreis Saulgau auch die Stadt Scheer gehörte, nachdem bereits am 16. Oktober 1945 ein von der Besatzungsmacht angeordneter Vorläufer dieses Landes mit einem provisorischen Staatssekretariat unter Carlo Schmid gebildet worden war.
Die Besatzungsmacht hatte 1947 in Scheer immer noch 32 Familien einquartiert. Für sie waren zuvor Häuser beschlagnahmt worden, deren Bewohner umgehend ausziehen und ihre Einrichtungsgegenstände zurücklassen mussten. In Scheer waren im Januar 70 Evakuierte und Heimatvertriebene registriert. Die Wohnungsnot machte eine Zwangsbewirtschaftung der Wohnungen notwendig. Der Kindergarten zählte über 100 Kinder. Am 1. Oktober wurden in Anwesenheit des Landrates 32 Scheerer Männer zum Brückenbau zwangsverpflichtet.
Am 4. März 1948 konnte die Donaubrücke eingeweiht werden. Anwesend waren Vertreter der französischen Militärregierung und zivile deutsche Amtsträger von Land und Kommune. Am 7. Juli wurde mit dem Bau der neuen Eisenbahnbrücke begonnen.
Ernst Müller belegte mit seinem Motorrad, einer 250 cm³ DKW-Maschine, den 1. Platz beim „Großen Preis von Darmstadt“ und erhielt für seine hervorragende motorsportliche Leistung einen Sonderpreis.
Am 4. Januar 1949 wurde Georg Eberle, geboren am 15. Dezember 1900 in Bockighofen, in das Bürgermeisteramt eingesetzt. Am 14. April 1949 wurde die Eisenbahnbrücke ohne besondere Feierlichkeit dem Verkehr übergeben. Im Laufe des Jahres erhielt Scheer 200 Heimatvertriebene zugewiesen.
Seit dem 25. April 1952 gehört Scheer zum neuen Bundesland Baden-Württemberg.
In den Jahren 1952 und 1953 wurde für die Wasserversorgung ein 130 m tiefer Schacht durch das Juragestein gebohrt. Im Frühjahr 1953 wurde man fündig. Die daraufhin erstellte neue Wasserversorgung wurde am 20. Januar 1954 in Betrieb genommen.
Die Donaukorrektion erforderte 1960 eine Grenzveränderung mit Sigmaringendorf.
Am 3. Januar 1967 wurde Rolf Keller, geboren 1940 in Dornstetten, in sein Amt als Bürgermeister eingeführt. Im Mai 1967 kaufte der Schriftsteller Erich Schneider-Leyer vom Fürsten von Thurn und Taxis das Schloss und den Park für 38.000 DM. Den 13 Familien die dort wohnten, wurde auf Mai 1968 gekündigt.
1968 wurde das Stadtwappen in die heutige Form geändert. Ab Mai wurde der Schienengüterverkehr in den Bahnhof Mengen verlegt. Erich Schneider-Leyer holte die ersten Dogo Argentino nach Europa auf Schloss Scheer. Er war der Erste, der in Europa und Deutschland Dogo Argentinos züchtete.
1973 trat die Kreisreform in Kraft. Scheer kam vom aufgelösten Landkreis Saulgau zum Landkreis Sigmaringen. Im Zuge der Gemeindereform kam die Gemeinde Heudorf bei Mengen am 1. Januar 1974 zu Scheer. Bei der Bürgermeisterwahl wurde Bürgermeister Keller wiedergewählt.
Die Fasnets-Konde übergaben 1975 den von ihnen errichteten Konde-Brunnen auf dem Hindenburgplatz der Öffentlichkeit.
Am 7. Februar 1980 hatte die Stadt die größte Donauflut seit dem Hochwasser von 1919. Der Pegelstand an der Donaubrücke betrug 2,70 m. Die Donau überflutete die ganze Unterstadt. 1981 wurde die Kläranlage in Betrieb genommen. Bürgermeister Keller schied aus und trat die Bürgermeisterstelle in Münsingen an. Sein Stellvertreter Wunibald Knor führte die Amtsgeschäfte weiter, bis der am 20. Dezember gewählte, 1951 in Tuttlingen geborene Gerald Schikorr am 1. Februar 1982 durch Landrat Binder in das Amt des Bürgermeisters eingesetzt wurde.
Am 28. Mai 1983 hielt der letzte planmäßige Zug in Scheer. Danach wurde der Bahnhof geschlossen.
1999 wurde Bürgermeister Gerald Schikorr zum Bürgermeister von Blaustein bei Ulm gewählt. Zum 31. Dezember gab er sein Amt nach 18 Jahren ab. Sein Stellvertreter Friedrich Eisele führte bis zur Einsetzung eines Neuen die Amtsgeschäfte. Am 19. März 2000 wurde Jürgen Wild aus Albstadt-Ebingen zum neuen Bürgermeister von Scheer und Heudorf gewählt.
Nach 16 Amtsjahren trat Jürgen Wild nicht mehr als Kandidat an. Als sein Nachfolger wurde Lothar Fischer aus Scheer gewählt, der am 2. Mai 2016 sein Amt antrat.

### Bevölkerungsentwicklung
| Jahr      | 1823 | 1858 | 1880 | 1905 | 1925 | 1933 | 1954 | 1961 | 1969 | 1979 | 1985 | 1995 | 2000 | 2005 | 2010 | 2015 |
| Einwohner | 860  | 1000 | 1097 | 1121 | 1200 | 1251 | 1585 | 1666 | 1780 | 2250 | 2315 | 2697 | 2668 | 2627 | 2553 | 2523 |

### Eingemeindungen
Die Gemeinde Heudorf bei Mengen wurde am 1. Januar 1974 nach Scheer eingemeindet.
Der Name des Ortes leitet sich vermutlich aus der topographischen Lage ab. Heudorf liegt auf einer Höhe von 588 m und hat etwa 550 Einwohner.
Urkundlich wurde Heudorf erstmals im Jahre 1231 erwähnt. Erste Siedlungsspuren stammen aber aus der Keltenzeit.

## Politik

### Gemeinderat
Der Gemeinderat von Scheer umfasst 14 ehrenamtliche gewählte Mitglieder, deren Amtszeit fünf Jahre beträgt, sowie den Bürgermeister als ebenfalls stimmberechtigten Vorsitzenden. Bei der letzten Wahl 2024 trat als einzige Gruppierung die Gemeinsame Liste Scheer Heudorf an, deren Kandidierende insgesamt 99,5 Prozent der Stimmen auf sich vereinen konnten, und deren 14 Kandidierende mit den meisten Stimmen daraufhin in den Gemeinderat einzogen. Die übrigen 0,5 Prozent der Stimmen entfielen auf andere Einzelbewerber, von denen niemand ein Mandat erringen konnte. Vier der gewählten Mitglieder sind
Frauen (2019: ebenfalls vier). Die Wahlbeteiligung betrug 60,7 Prozent.

### Bürgermeister
Am 14. Februar 2016 wurde Lothar Fischer mit 50,3 Prozent der Stimmen bei sieben Gegenkandidaten im ersten Wahlgang gewählt. Am 18. Februar 2024 wurde er mit 87,6 Prozent der Stimmen für eine zweite Amtszeit wiedergewählt.
- 1908–1946: Karl Josef Rist
- 1946–1949: Hans Heiß
- 1949–1967: Georg Eberle
- 1967–1981: Rolf Keller
- 1981–1999: Gerald Schikorr
- 2000–2016: Jürgen Wild (CDU)
- seit 2016: Lothar Fischer

### Wappen
| Wappen der Stadt Scheer | Blasonierung: „In Rot unter einem silbernen Fisch (Huchen) eine mit den geöffneten Schneiden nach oben gekehrte silberne Schneiderschere, darunter ein sechsstrahliger goldener Stern.“  |
| Wappen der Stadt Scheer | Wappenbegründung: Die Schere steht in diesem redendem Wappen für den Stadtnamen. Der Fisch symbolisiert die Lage an der Donau und der Stern wird als habsburgisches Beizeichen gedeutet. |

## Kultur und Sehenswürdigkeiten
Scheer ist Station des Mörikepfades, da der Dichter Eduard Mörike sich mehrmals längere Zeit hier aufhielt und auch einige seiner Gedichte hier schrieb. Außerdem liegt die Stadt an der Oberschwäbischen Barockstraße und am Donauradweg, einem der landschaftlich schönsten Radfernwege. Geschätzte 10.000 Radwanderer durchqueren jährlich das Stadtgebiet entlang der Donau. Des Weiteren ist die Stadt Teil der Tourismusregion „Oberschwäbische Donau“.

### Bauwerke
- Das spätgotische Schloss Scheer wurde zwischen 1485 und 1496 vom Waldburger Andreas von Sonnenberg erbaut. Es erfuhr Veränderungen im Stil der Renaissance und wurde seither nicht wesentlich verändert. Das dreigieblige Schloss befindet sich in Privatbesitz, ist bewohnt und nicht zugänglich.[2]
- Das Schloss Bartelstein wurde anstelle einer im Dreißigjährigen Krieg zerstörten Burg erbaut. Seine heutige Form hat es von 1908. Es ist nicht zugänglich, ist bewohnt und beherbergt Mietwohnungen.
- Die Nikolauskirche, Stadtpfarrkirche von Scheer, wurde im 14. Jahrhundert als dreischiffige Basilika erbaut und Mitte des 18. Jahrhunderts barockisiert. Neben reichen Stuckdekorationen und Gemälden gehören die Skulpturen von Joseph Anton Feuchtmayer zur Ausstattung.[2]
- Lorettokapelle
- St.-Leonhards-Kapelle
- St.-Anna-Kapelle
- St.-Oswaldi-Kapelle
- Kondebrunnen
- Der ehemalige Fruchtkasten in der Sigmaringer Straße 13 ist ein geschütztes Kulturdenkmal.
- Am Donauradweg zwischen Sigmaringendorf und Scheer wurde im Gewann „Mengener Au“ ein neuer Brunnen im Mai 2010 angelegt. Das Grundwasser wurde gefasst, über eine Holzrinne in einen Holztrog, beide aus Buchenholz, und von dort über den Radweg geleitet.[10]
- An der Kreisstraße 8265, dem Ortsverbindungsweg von Scheer nach Laucherthal, befindet sich links der Straße ein Steinkreuzrest mit Tatzenkreuz-Bildung.[11][12]

### Parks
- Schlosspark Scheer

Galerie
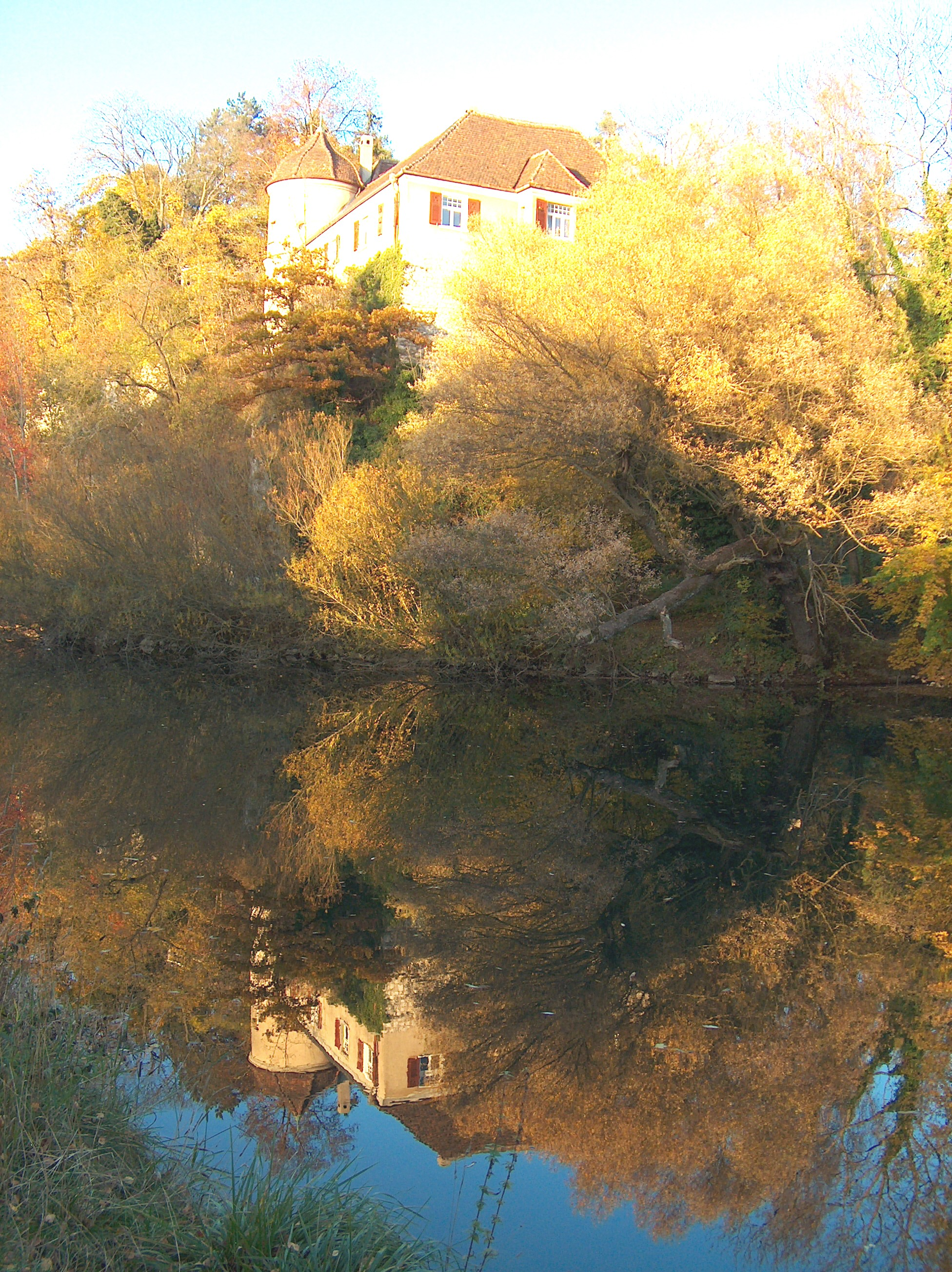
Burg Bartelstein über dem linken Donauufer
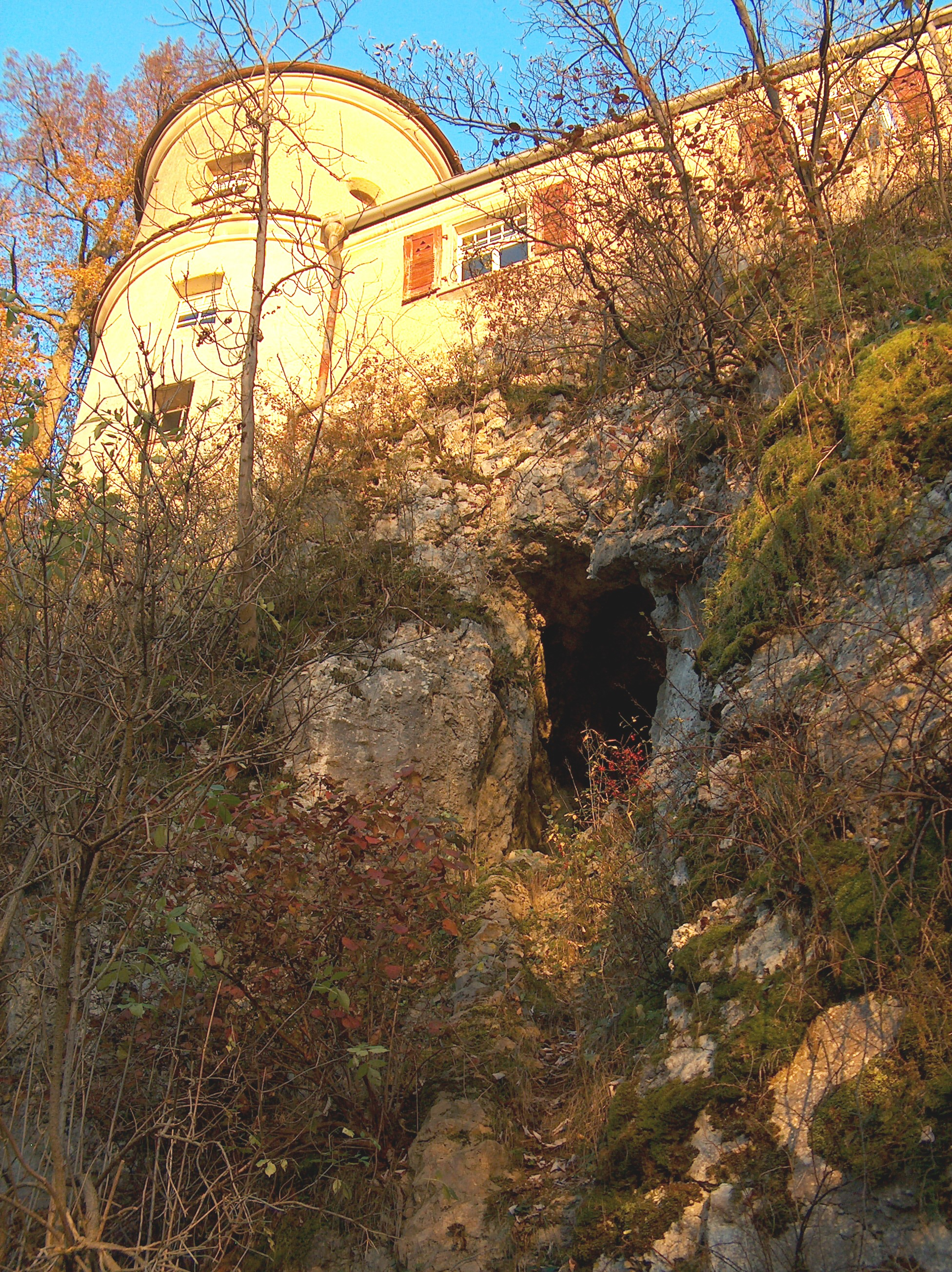
Die Kalksteinhöhlen unter der Burg Bartelstein
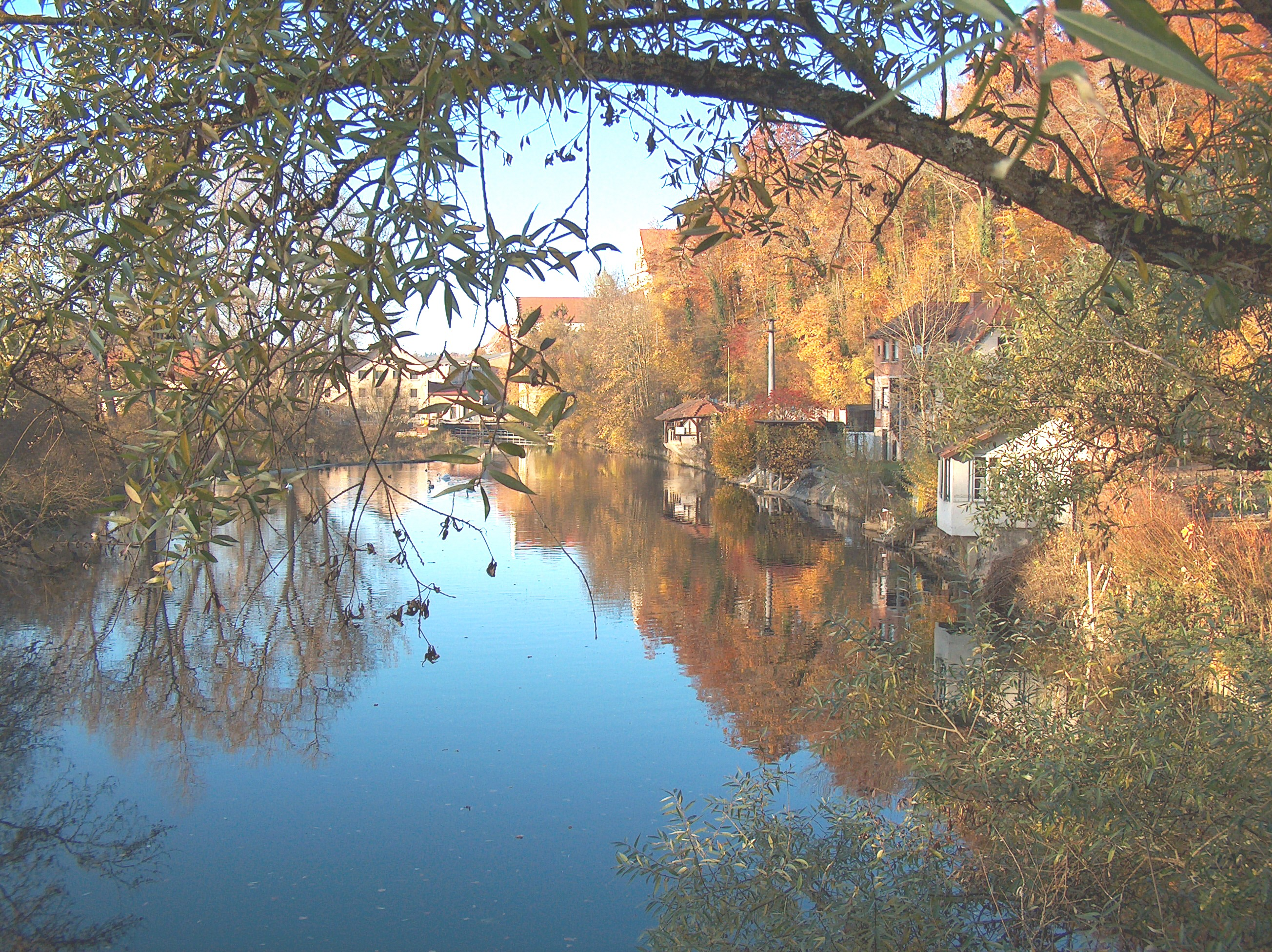
Die herbstliche Donau oberhalb von Scheer
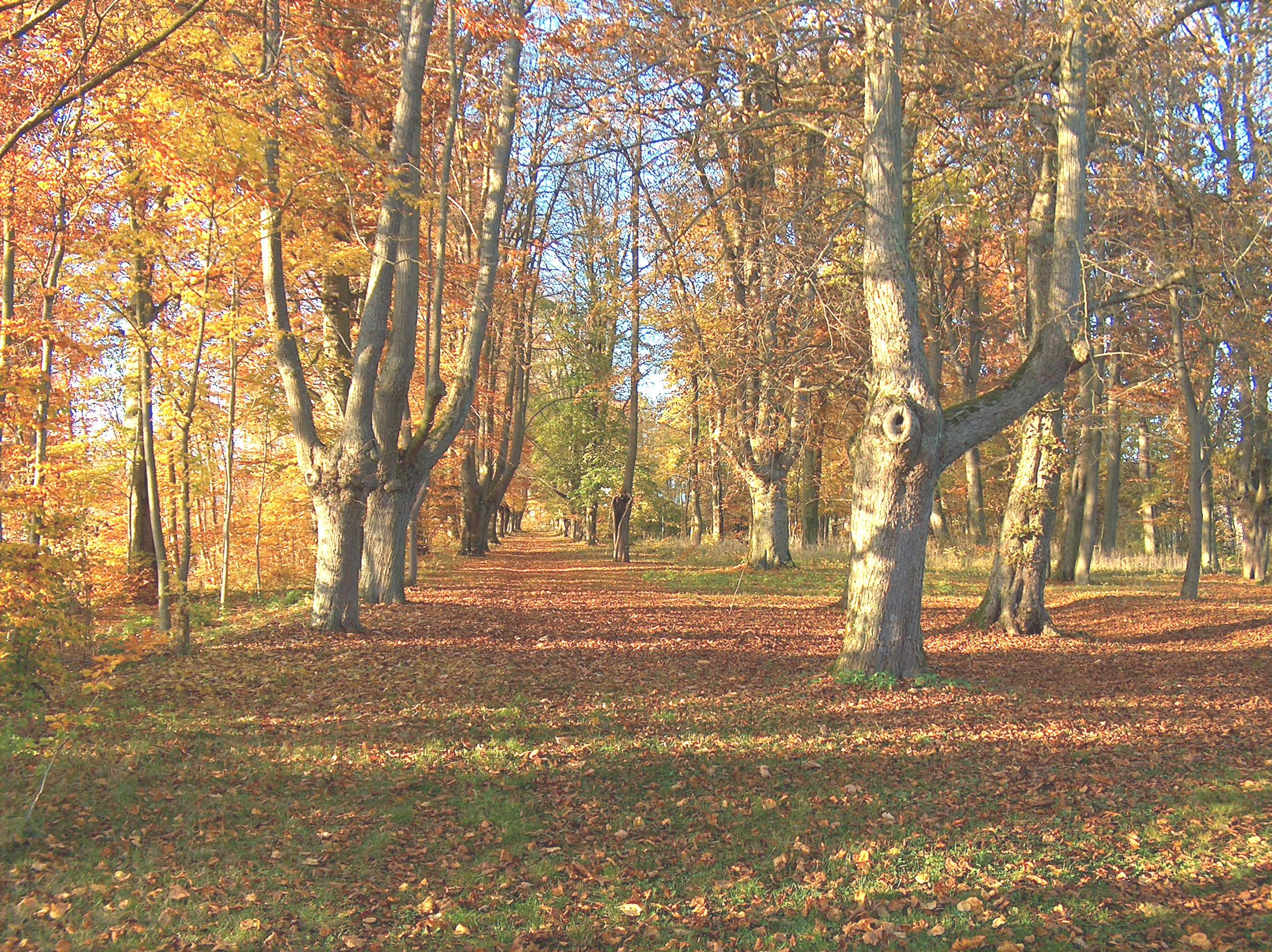
Der Schlosspark Scheer mit seinem uralten Baumbestand
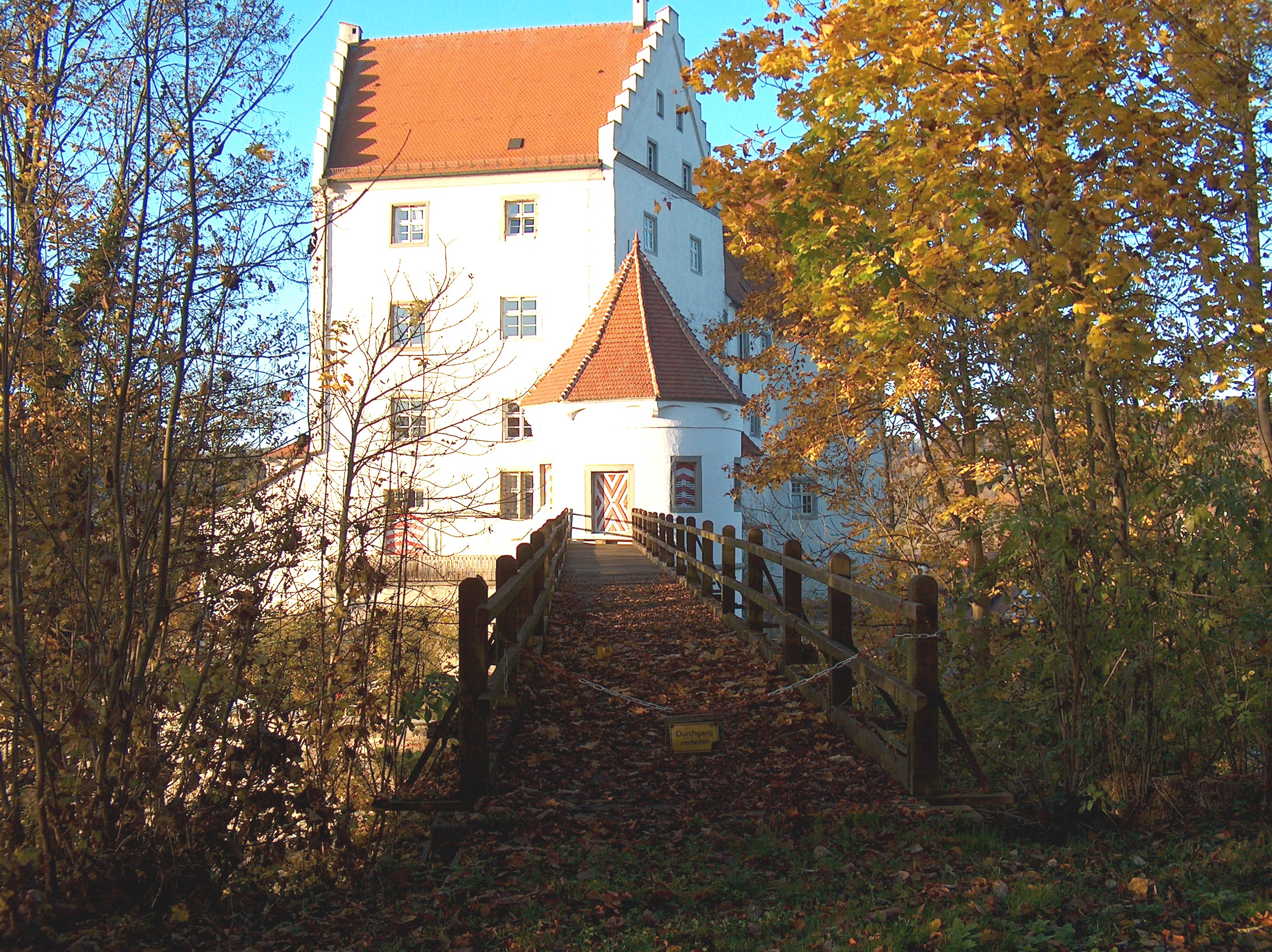
Die Südseite von Schloss Scheer aus dem Schlosspark gesehen
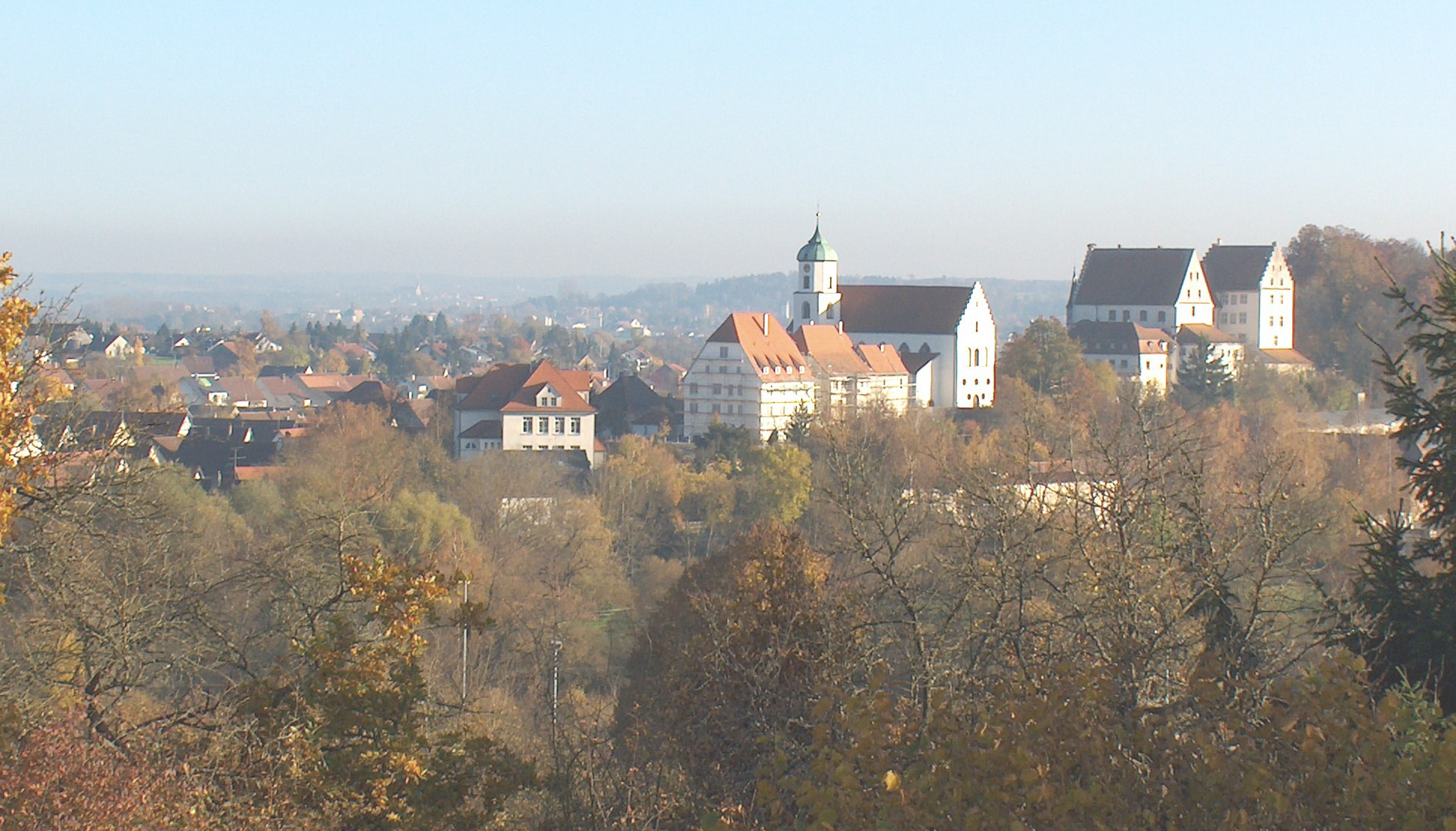
Die Nordwestansicht von Scheer
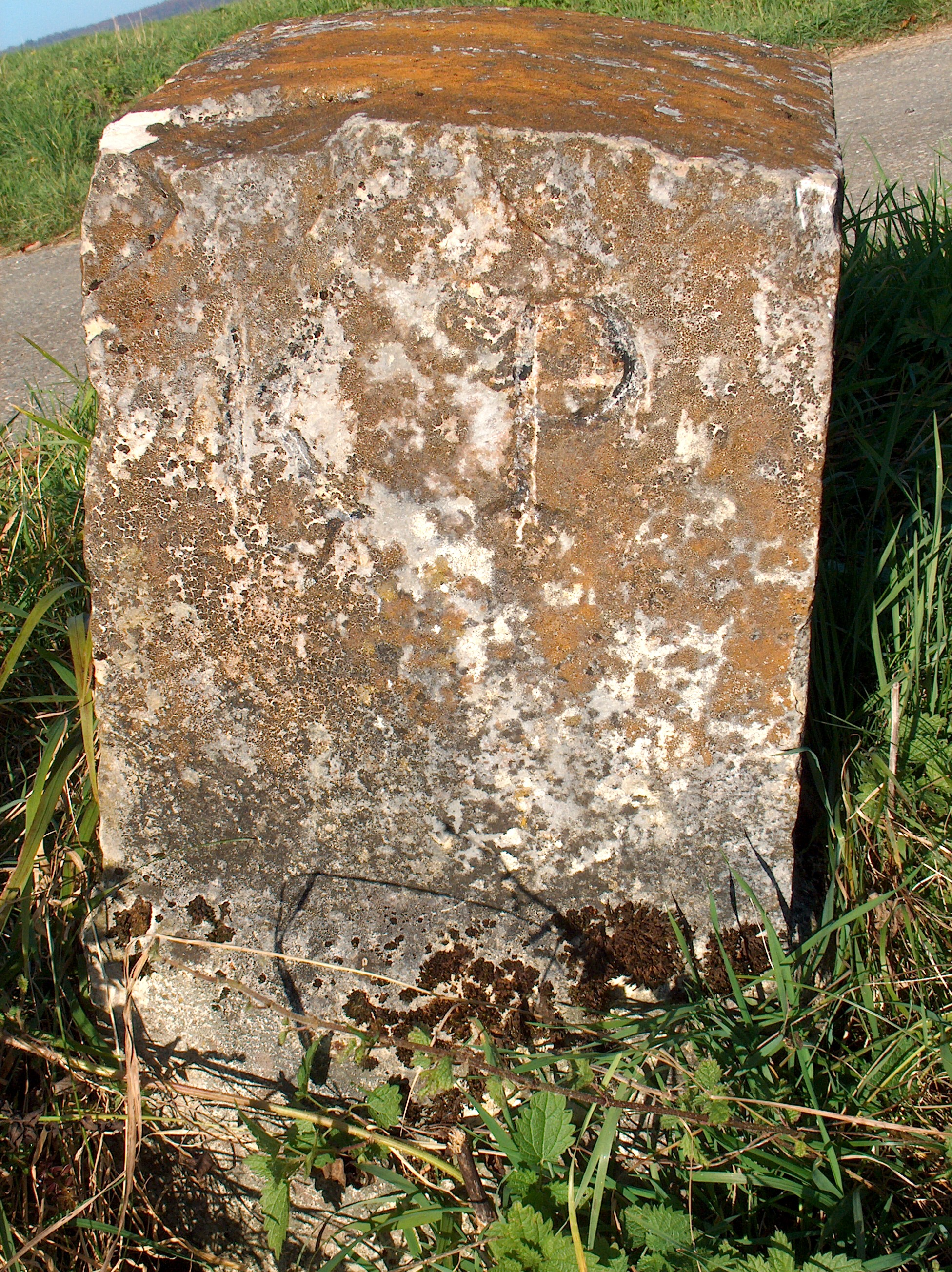
Alter Grenzstein an der ehemaligen Grenze zum Königreich Preußen
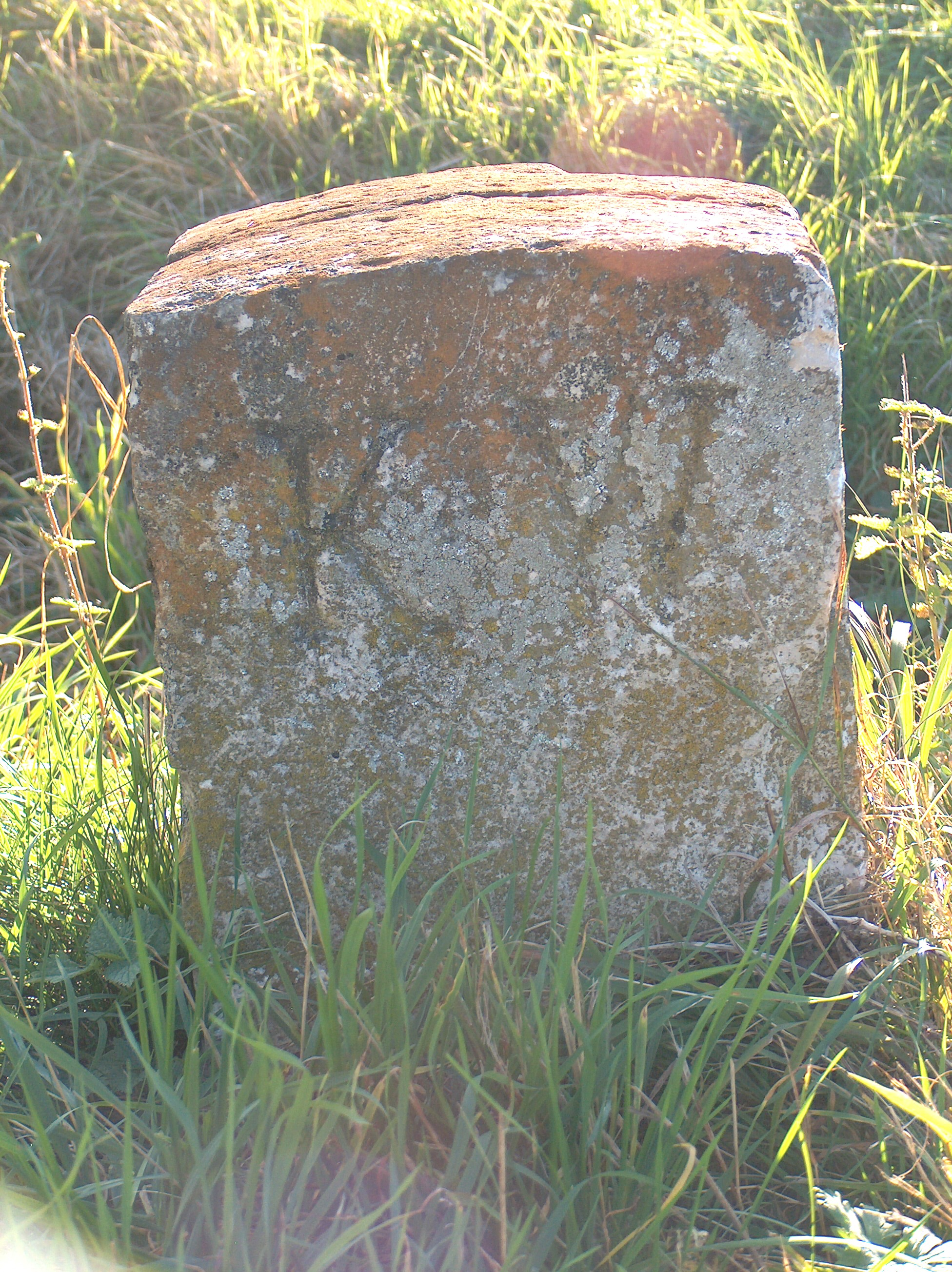
Alter Grenzstein an der ehemaligen württembergisch/preußischen Grenze auf der Gemarkung Scheer

### Regelmäßige Veranstaltungen
- Maifest
- Maiprozession
- Fronleichnamsprozession
- Bräuteln
- Fasnetsvergraben

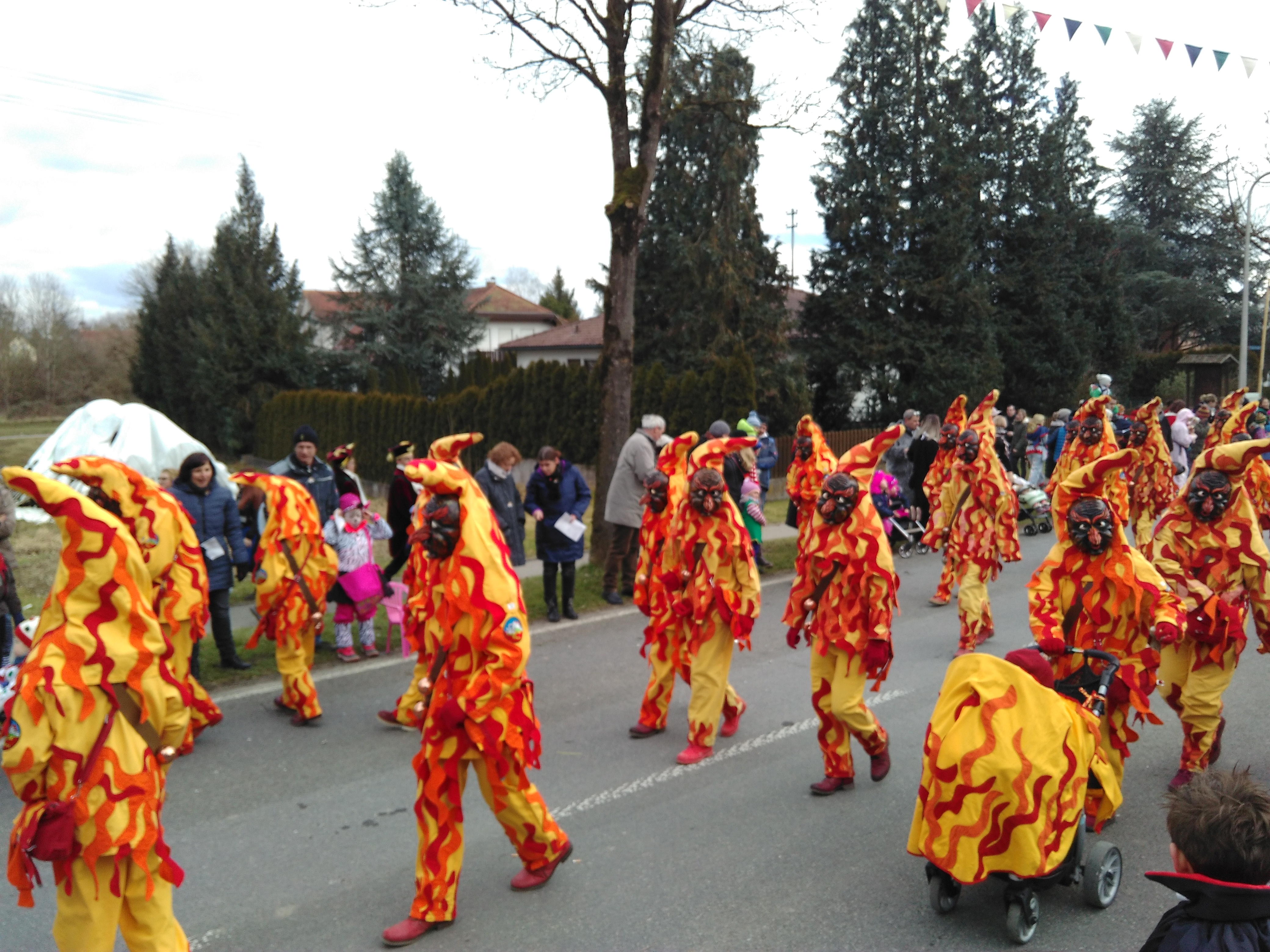
Die Mußbrenner, eine der zentralen Fasnetsfiguren der Stadt

- Klangbadfestival (jährlich, Anfang August)

### Kulinarische Spezialitäten
Gröscht’s – eine Speise, die vornehmlich am Fasnetsmontag nach dem Bräuteln verzehrt wird. Sie besteht hauptsächlich aus Innereien (Leber, Niere, Herz, Kutteln).

## Wirtschaft und Infrastruktur

### Verkehr

#### Bahn- und Busverkehr

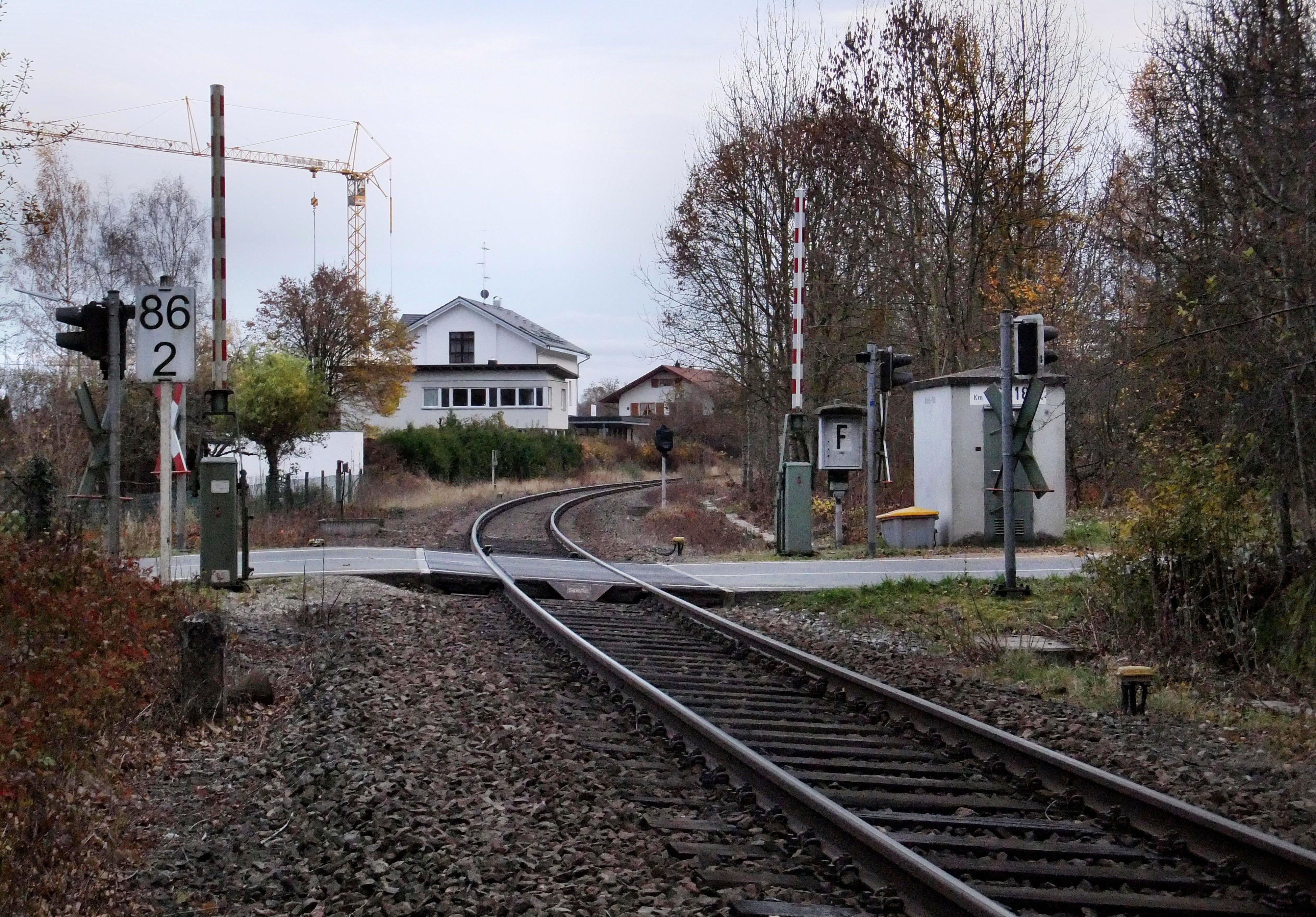
Die Bahnstrecke Ulm–Sigmaringen in Scheer

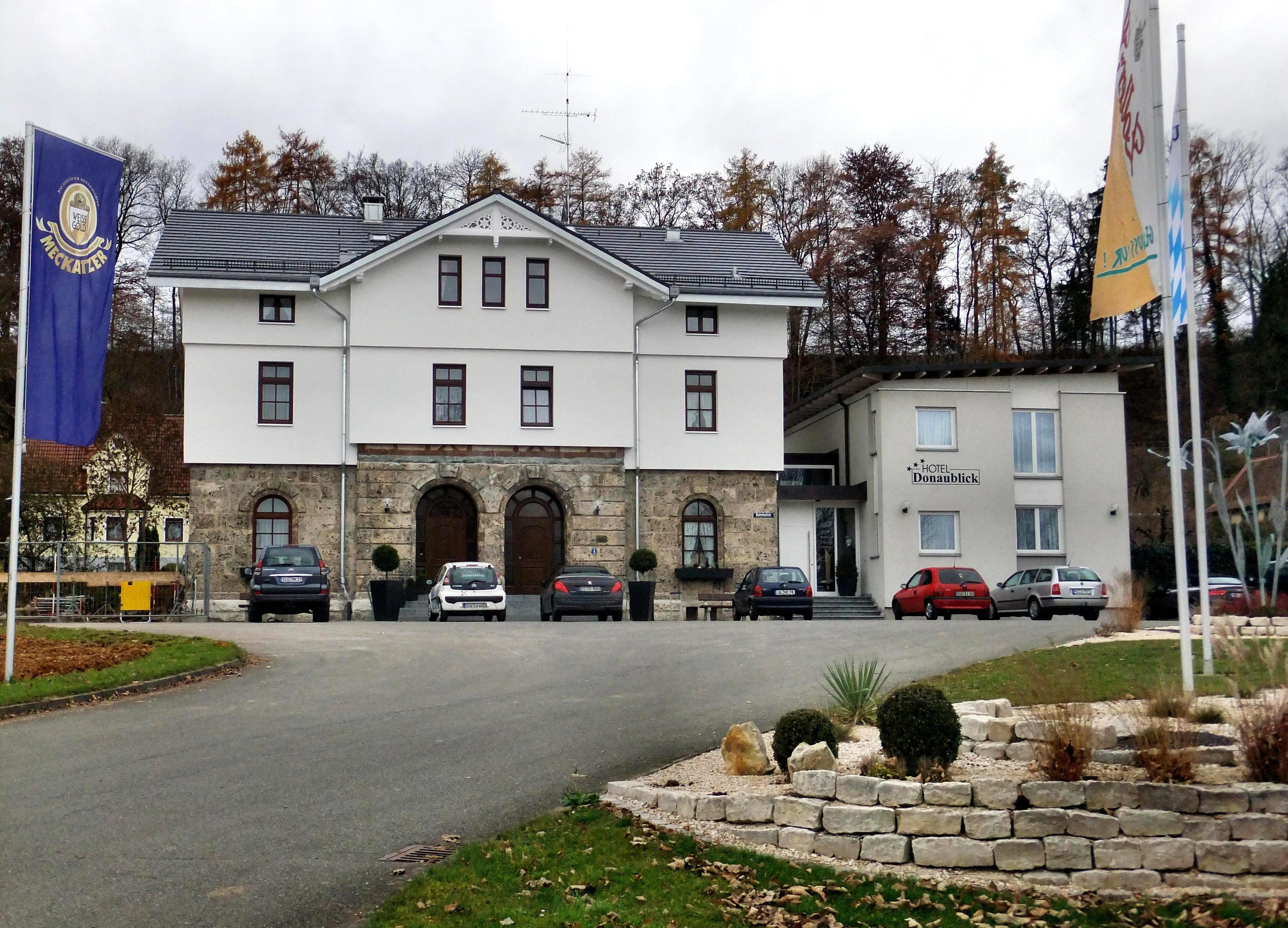
Der ehemalige Bahnhof Scheers

Scheer liegt an der Bahnstrecke Ulm–Sigmaringen. Derzeit halten in der Stadt aber keine Züge mehr. Der ehemalige Bahnhof der Stadt wurde nach seiner Aufgabe zu einem Hotel umgebaut.
Der Öffentliche Nahverkehr ist in den Verkehrsverbund Neckar-Alb-Donau (NALDO) integriert.

#### Bundesstraße
Die Stadt liegt an der Bundesstraße 32 zwischen Herbertingen und Sigmaringen.

#### Radverkehr
Über Alltagsradrouten aus dem Radnetz Baden-Württemberg ist Scheer mit Mengen und in der anderen Richtung über Sigmaringendorf mit Sigmaringen verbunden. Der Abschnitt nach Sigmaringendorf verläuft allerdings nur über einen Waldweg.
Durch Scheer verläuft der Donauradweg. Er führt von Donaueschingen über Passau, Wien und Budapest bis zur Mündung in das Schwarze Meer. Er wird zwischen Tuttlingen und Passau auch als EuroVelo-Route EV6 und als D-Route 6 geführt.

### Ansässige Unternehmen
- Dichtungsfabriken
- Leistenfabrikation
- Kunststoffverarbeitung
- Fassadensysteme
- Tiefkühlfertiggerichte

### Öffentliche Einrichtungen
- Alten- und Pflegeheim St. Wunibald
- Wohnheim der OWB für Menschen mit Behinderung
- Kinderhaus „Familienzentrum Sonnenschein“ in Scheer, Kindergarten Heudorf
- Mehrzweckhallen in Scheer und Heudorf

### Bildung

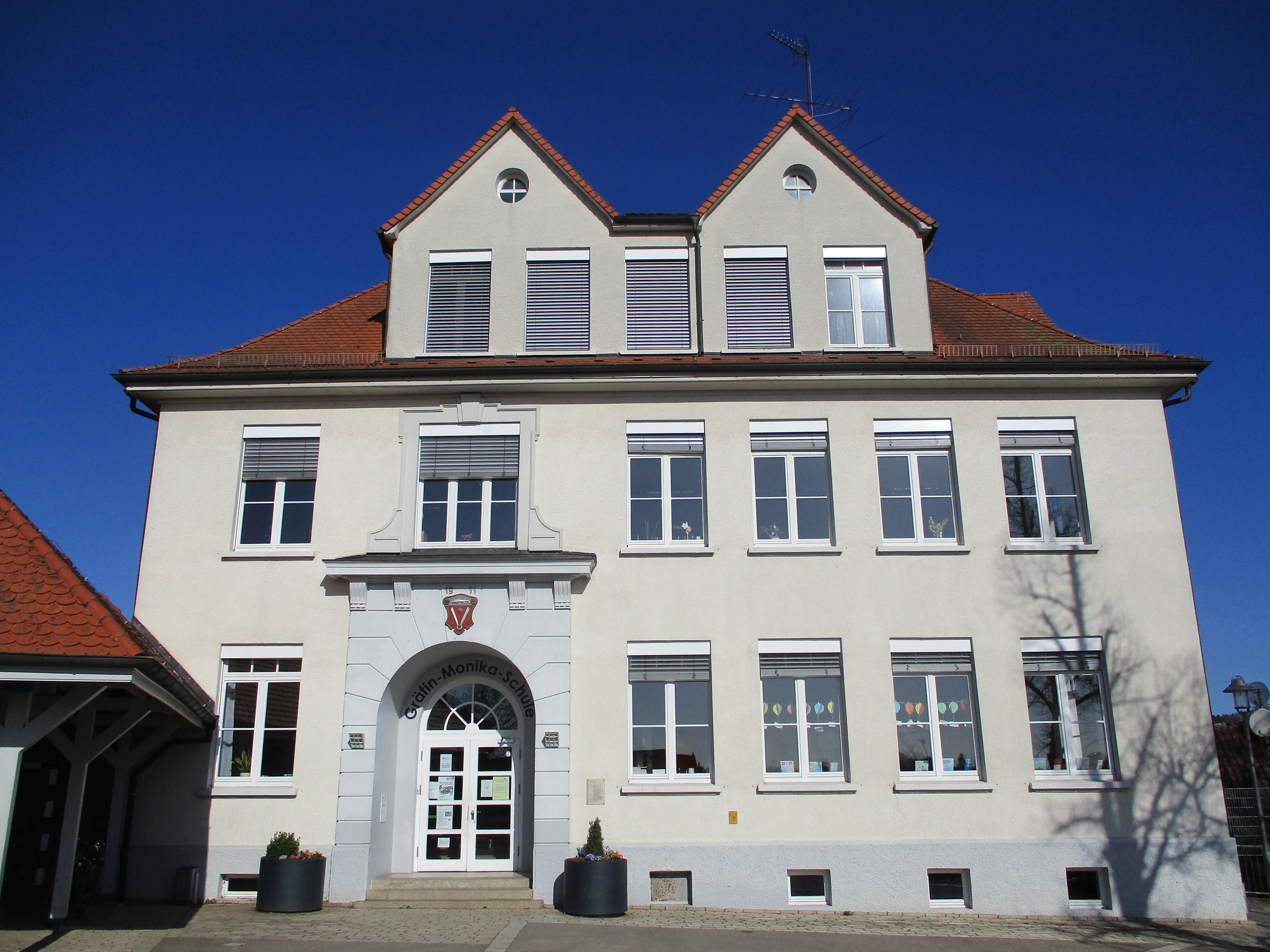
Gräfin-Monika-Schule Scheer

Die örtliche Grundschule heißt Gräfin-Monika-Schule. Sie ist benannt nach der Begründerin des örtlichen Hausarmen- und Schulfonds, der Gräfin Anna Maria Monika von Waldburg-Trauchburg zu Friedberg und Scheer. Die Schule liegt am Kirchberg unterhalb der Kirche St. Nikolaus.
Die Grundschule im Ortsteil Heudorf wurde Anfang des 21. Jahrhunderts wegen sinkender Schülerzahlen geschlossen. Seither besuchen die Heudorfer Kinder die Schule in Scheer. In Scheer und Heudorf gibt es jeweils einen Kindergarten.

## Persönlichkeiten

### Ehrenbürger
- Karl Deschler (* 2. Dezember 1841 in Geislingen/Steige; † 14. Dezember 1914), 1866–1908 Stadtschultheiß in Scheer, 1908 zum Ehrenbürger von Scheer ernannt.

### Söhne und Töchter der Stadt
- Otto Truchsess von Waldburg-Trauchburg (1514–1573) war Kardinal und Bischof von Augsburg
- Franz Heim (1792–1845), Chemiker und Mediziner
- Editha Pröbstle (* 1948), Grafikerin und Bildhauerin

### Persönlichkeiten mit Verbindungen zur Stadt
- Franz Xaver Clavel (1729–1793), Oberamtmann in Scheer
- Eduard Mörike (1804–1875), Dichter, weilte von Februar bis Mai 1828 bei seinem Bruder Karl, Amtmanns in Thurn- und Taxisschen Diensten in Scheer, um sich über seine Begabung zum Dichter klar zu werden. Mehrere Werke entstanden in dieser Zeit. Die Mörikestraße erinnert an diese Begebenheit.
- Leopold Schmid (1808–1869), katholischer Theologe und Philosoph, erwählter Bischof von Mainz (1849). Sohn von Benedikt Schmid (1775–1853), Buchbinder in Zürich und Scheer
- Dietmar Schlee (1938–2002), Politiker, wuchs in Scheer auf
- Fred Arendt, Kunst- und Porträtmaler
- Ernst Müller, Motorradrennfahrer, gewann 1948 den Großen Preis von Darmstadt
- Markolf Hoffmann (* 1975), Schriftsteller, wuchs in Scheer auf